# Queso camerano

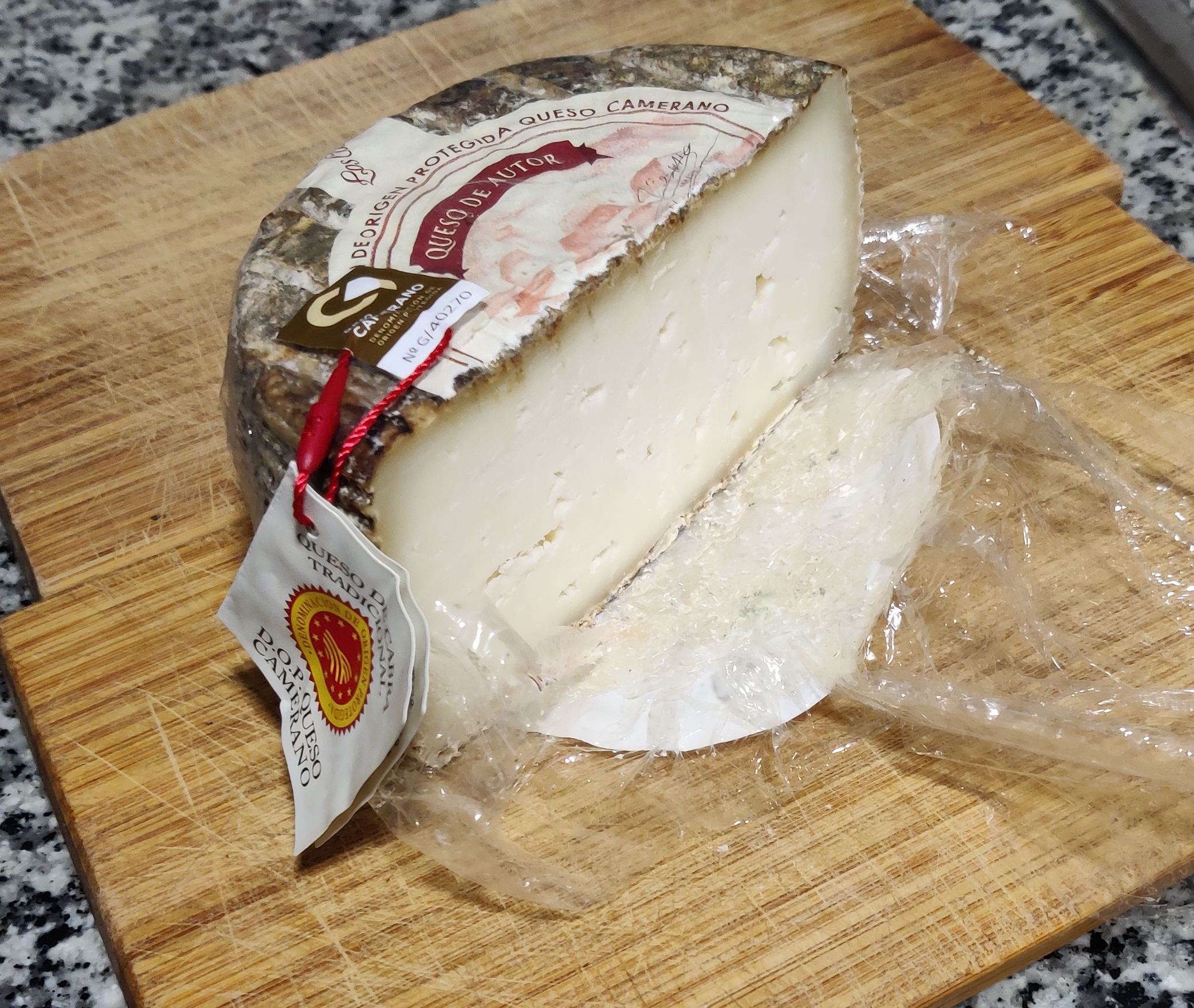
Queso camerano.

El queso camerano o de los Cameros es un queso originario de la Sierra de los Cameros en La Rioja. Se elabora con leche de cabra. Puede presentarse como queso fresco, tierno semicurado o curado. Desde 2009 cuenta con la categoría de denominación de origen protegida.

## Zona geográfica
La zona de producción de leche apta para la elaboración de los quesos amparados por la Denominación está constituida por todos los municipios de La Rioja ubicados en las Comarcas de Rioja Alta, Sierra Rioja Alta, Sierra Rioja Media y Sierra de Rioja Baja y en una serie de municipios de las comarcas de Rioja Media y Rioja Baja, y que coinciden con la zona de elaboración y maduración y conservación del queso camerano.

## Historia
Ya el escritor medieval Gonzalo de Berceo mencionaba los quesos elaborados por los cameros: 
Unas tierras dan vino, en otras dan dineros,
En aguna Çevera, en alguantas carneros,
Fierro traen en Alava e cunnos de azeros,
Quesos dan en ofrendas por todos los camberos.
En el catastro de Ensenada (siglo XVIII) se constata la existencia de rebaños de ganado caprino en la zona del valle del Ebro, tanto en Logroño como en Haro. En este último municipio, la presencia de ganado caprino está datada desde el siglo XIII. 
En la publicación «Por las cocinas de Cameros» de Luis Vicente Elías y Erhard Rohmer publicada por el Instituto de Estudios Riojanos, puede leerse que este producto era un alimento importante en la vida tradicional serrana ya que aparece en diversos rituales y celebraciones y que la importancia y valor del queso se refleja también en algunos impuestos que se pagaban a los señores de los Cameros y que se hacían en queso. El queso camerano se encuentra referenciado en el «Inventario Español de Productos Tradicionales de la tierra» en los «Catálogos de quesos de España» del MAPA (1973 y 1990) y en «Los 100 mejores quesos de España». 
En 2006 se publicó en el Boletín Oficial del Estado de 6 de noviembre la solicitud del registro como denominación de origen protegida y en el 2007, en el Boletín Oficial de la Rioja, la decisión favorable para la tramitación de la solicitud de inscripción en el registro comunitario, que finalizó en noviembre del 2009. El 4 de diciembre de 2012, la denominación de origen quedó inscrita en el Registro de Denominaciones de Origen Protegidas y de Indicaciones Geográficas Protegidas de la Unión Europea.

## Elaboración
Se elabora con leche de cabra, pasteurizada o no dependiendo de la variedad; procederá de cabras de las razas Serrana, Murciano-Granadina, Malagueña, Alpina y sus cruces.
La leche se filtra y si procede de diferentes ganaderías, se somete a higienización por centrifugación o método similar. Se pasteuriza a 71,7 °C durante 15 segundos. Se adiciona cloruro cálcico, en un máximo de 250 mg/Kg de leche utilizada y bacterias productoras de ácido láctico. La coagulación de la leche se provoca con cuajo de cabrito, cordero o industrial. Obtenida la cuajada se somete a cortes sucesivos hasta conseguir que los granos adquieran el tamaño adecuado. En los quesos semicurados y curados, se eleva la temperatura de 2 a 5 °C por encima de la de cuajado.
Después de eliminarse el suero se mete la cuajada en moldes con forma de cilla y se prensa. La salazón se realiza por inmersión en salmuera fresca de cloruro sódico durante un máximo de 15 horas. Después se procede a su maduración, volteándose durante el tiempo que dura.
Se comercializa en pieza entera, debidamente etiquetados en el que, cuando se apruebe, habrá de mencionarse Denominación de Origen Protegida «Queso camerano» y su logotipo con una numeración expedida por el Consejo Regulador.

## Características
Todos tienen forma cilíndrica aplanada, con marcas de las cillas (molde de mimbre trenzado) utilizadas en su elaboración.
Se ha solicitado la DOP para cuatro variedades de queso:
- Queso camerano fresco: Semigraso, leche pasteurizada, de coagulación enzimática y pasta blanda. No madurado. Peso entre 200-800 gramos. Sabor entre dulzón y ácido, muy desarrollado y definido. Extracto seco mínimo 40 %, materia grasa sobre extracto seco mínimo 35 %, cloruro sódico máximo 1,5% y pH mínimo 6.

- Queso camerano tierno: Semigraso, leche pasteurizada, de coagulación enzimática y pasta semidura, con una curación mínima de 15 días. Peso entre 200-1200 gramos, corteza definida y con mohos externos de color pardo verdoso; pasta de blanco a tonos blanco marfil, textura semidura a blanda y sin ojos. Sabor intenso, definido y con un toque ácido. Extracto seco mínimo 45 %, materia grasa sobre extracto seco mínimo 40 %, cloruro sódico máximo 2 % y pH 4,8-5,5.

- Queso camerano semicurado: Elaborado con leche pasteurizada, cuya curación tiene un mínimo de 30 días. Peso entre 200-1200 gramos, corteza claramente definida y con mohos externos de color pardo verdoso, textura de dura a semidura y con muy pocos ojos o ninguno. Sabor intenso definido y con un toque ácido. Extracto seco mínimo 45 %, materia grasa sobre extracto seco mínimo 50 %, cloruro sódico máximo 3 % y pH 4,9-5,6.

- Queso camerano curado: Elaborado con leche, cruda o pasteurizada, con una curación mínima de 75 días. Peso entre 200-1200 gramos de peso, corteza claramente definida y con mohos externos mayoritariamente de color pardo verdoso y pasta de blanco a blanco marfil, textura firme dura y con muy pocos ojos o ninguno. Sabor intenso y definido. Extracto seco mínimo 55 %, materia grasa sobre extracto seco mínimo 50 %, cloruro sódico máximo 2 % y pH 4,9-5,6.